# Сідеріс Тасіадіс
Сідеріс Тасіадіс  (нім. Sideris Tasiadis, 7 травня 1990) — німецький веслувальник, олімпійський медаліст.

## Виступи на Олімпіадах
| Олімпіада           | Дисципліна             | Місце |
| ------------------- | ---------------------- | ----- |
| Лондон 2012         | каное-одиночки, слалом | 2     |
| Ріо-де-Жанейро 2016 | каное-одиночки, слалом | 5     |
| Токіо 2020          | каное-одиночки, слалом | 3     |
| Париж 2024          | каное-одиночки, слалом | 4     |

## Зовнішні посилання
- Сідеріс Тасіадіс на сайті International Canoe Federation (англійська)
- Сідеріс Тасіадіс на сайті Olympics.com (англійська)
- Сідеріс Тасіадіс на сайті Olympedia (англійська)
- Сідеріс Тасіадіс на сайті German Olympic Committee (німецька)